# 永民河水库
永民河水库是中国湖北省随州市境内的一座水库，位于淮河支流毛支上，建于1978年。水库正常库容为626万立方米，集雨面积为12平方千米，海拔为158.1米。